# Mietfläche
Als Mietfläche werden solche Flächen von Gebäuden bezeichnet, die im Rahmen von Mietverträgen einem oder mehreren Nutzern zugewiesen sind. In der Regel erfolgt der Ausweis von Mietfläche in m². In manchen Fällen werden Flächen, die vermietet sind, auch als sog. (Sonder-)Mietobjekte in einer anderen Maßeinheit (z. B. Anzahl Stellplätze, (Garten-)Nutzungszeiten etc.) beschrieben.
Die Flächenberechnung ist ein wesentlicher Faktor für die Wirtschaftlichkeit einer Immobilie. Es gibt allerdings keine gesetzlich vorgeschriebene Definition, wie die Mietfläche zu ermitteln ist. Es können deshalb für ein Gebäude oder eine Wohnung unterschiedliche Flächen angegeben werden, die alle formal richtig sind.
Im internationalen Bereich kommt hinzu, dass in verschiedenen Ländern und Regionen ähnliche oder sogar gleiche Begriffe verwendet werden wie im Deutschen, diese Begriffe aber etwas ganz anderes meinen als in Deutschland. Um internationale Flächenvergleiche zu ermöglichen, wurde in Zusammenarbeit vieler Akteure aus allen Weltregionen ein internationaler Flächenermittlungsstandard (International Property Measurement Standards) erarbeitet, der die „Umrechnung“ von nach verschiedenen nationalen Flächenermittlungsstandards ermittelten Flächen ermöglicht.

## Mietfläche bei Nicht-Wohngebäuden
Für Gebäude, die nicht dem Wohnen dienen, gibt es keine Vorgabe, wie die Fläche zu ermitteln ist. Die einzige Richtlinie zur Ermittlung der Mietfläche für Nicht-Wohngebäude stammt von der Gesellschaft für Immobilienwirtschaftliche Forschung e. V. (gif). Teilweise wird aber auch eine Flächenberechnung nach DIN 277 für die Ermittlung der Mietfläche verwendet. Fehlt eine Flächendefinition soll nach der Rechtsprechung einiger Oberlandesgerichte der Vermieter die Mietfläche nach jeder zulässigen und möglichen Berechnung nachweisen können. Denkbar ist aber auch, dass eine ungenaue Flächendefinition zu Lasten des Vertragserstellers geht (§305 c BGB).

### DIN 277
Mit den Baugenehmigungsunterlagen wird von den Baugenehmigungsbehörden eine Flächenermittlung nach DIN 277 verlangt. Diese Flächenberechnung dient der Ermittlung von Kosten nach DIN 276 und der Ermittlung der Gebühren für die Baugenehmigung. Die Mietfläche eines konkreten Mieters ergibt sich aus dieser Flächenermittlung allerdings nicht unmittelbar, denn eine Flächenermittlung nach DIN 277 gibt keine Auskunft darüber, welche Flächen in einem Gebäude vermietet sind und welche Flächen keine Mietfläche sind (Treppenhäuser, Technikräume etc.). Zudem definiert die DIN 277 verschiedene Flächenkategorien, die erheblich voneinander abweichen. Die aktuelle Fassung der DIN 277 wurde im August 2021 veröffentlicht. Seit der Neufassung der DIN 277 in 2016 werden folgende Begriffe verwendet:
Die Bruttogrundfläche (BGF) setzt sich zusammen aus Konstruktionsgrundfläche (KGF) und Nettoraumfläche (NRF), wobei sich die Nettoraumfläche aus Nutzungsfläche (NUF), Verkehrsfläche (VF) und Technikfläche (TF) zusammensetzt. Die KGF kann noch unterteilt werden in Außenwand-Konstruktionsgrundfläche (AKF) und Innenwand-Konstruktionsgrundfläche (IKF).
In Flächenermittlungen, die für Baugenehmigungen erstellt wurden, die vor dem 1. Januar 2016 eingereicht wurden, werden entsprechend der Terminologie in den früheren Fassungen der DIN 277 folgende Begriffe verwendet:
Bruttogrundfläche (BGF), die sich zusammensetzt aus Nettogrundfläche (NGF) und Konstruktionsgrundfläche (KGF), wobei sich die NGF aus Nutzfläche (NF), Verkehrsfläche (VF) und technischer Funktionsfläche (TF) zusammensetzt.
Wird für die Mietflächenermittlung ohne nähere Bezeichnung auf die DIN 277 verwiesen, ist unklar, welche Fläche nach DIN 277 die Mietfläche darstellen soll. Dabei kann die BGF als größte in der DIN 277 definierte Fläche je nach Gebäude bis zu 30 % größer sein als die Nutzungsfläche (NUF) bzw. Nutzfläche (NF) des gleichen Gebäudes.
Wird eine Mietflächenermittlung auf Basis der DIN 277 vereinbart, sollte deshalb im Mietvertrag genau geregelt werden, welche Flächenkategorie nach DIN 277 vermietet ist, welche Räume innerhalb des Gebäudes (ermittelt nach der vereinbarten Flächenkategorie gemäß DIN 277) das Mietobjekt sind, ob Gemeinschaftsflächen mitvermietet sind und wenn ja, ob eine Unterscheidung in exklusiv genutzte Mietflächen und anteilige Gemeinschaftsflächen gewollt ist und wie die anteiligen Gemeinschaftsflächen auf die Mieter verteilt werden. Auch ob gegebenenfalls Bereiche mit Nutzungseinschränkungen (Terrassen, Balkone, Flächen mit eingeschränkter Höhe etc.) mitvermietet sind und ob diese mit der tatsächlichen Fläche angesetzt werden oder nur mit einem Teil sollte im Vertrag geregelt werden.

### „gif-Richtlinie“
Die Gesellschaft für immobilienwirtschaftliche Forschung – gif e. V. hat mit der MF-B (Richtlinie zur Berechnung der Mietfläche für Büroraum) erstmals eine Definition der Mietfläche für „gewerblichen Raum“ geschaffen. Mit der MF-G (Gewerbe, 2004) wurden die bisherigen gif-Richtlinien MF-H (Handelsraum, 1997) und MF-B (Büroraum, 1996) abgelöst. Die MF-G baut auf dem Definitionsvorrat der DIN 277 auf. Mietfläche kann also nur eine Fläche sein, die Teil der BGF nach DIN 277 ist. 2012 und zuletzt 2017 wurde die „Richtlinie zur Berechnung der Mietfläche für gewerblichen Raum“ novelliert. (Auch) zur Unterscheidung wurde jeweils die Schreibweise geändert: MF-G 2004; MF/G 2012; MFG 2017.
Die Richtlinie legt fest, welche Teilflächen der BGF keine Mietfläche (MFG-0) sind. Dabei gilt, dass Nutzungsflächen überwiegend MFG sind, Technikflächen (also Flächen, die der Ver- und Entsorgung des Gebäudes selbst dienen) sind MFG-0. Flächen mit mieterspezifischen technischen Anlagen sind allerdings keine Technikfläche, sondern Nutzungsfläche und gehören damit zur Mietfäche MFG. Konstruktionsgrundfläche (KGF), also sowohl AKF als auch IKF sind MFG-0. Ebenfalls keine Mietfläche (MFG-0) sind Grundflächen von Pfeilern, Schornsteinen und Schächten (sowohl von Aufzugs- als auch von Installationsschächten). Außerdem gehören die Grundflächen der Umschließungswände von MFG-0 Flächen immer zur MFG-0, auch wenn sie keine Konstruktionsgrundfläche (KGF) sind. Abgesehen davon sind „Wände“, die keine Konstruktionsgrundfläche sind (also keine aussteifende Funktion haben), Teil der Mietfläche MFG, auch wenn solche Wände aus Brandschutzgründen erforderlich sind oder Brandschutzeigenschaften aufweisen. Horizontale Verkehrsflächen (VF), wie Flure und Eingangshallen, aber auch Geschosspodeste sind überwiegend MFG außer sie sind nicht allseits in voller Höhe umschlossen oder nicht überdeckt, sie dienen ausschließlich Flucht und Rettung, sie erschließen ausschließlich TF oder es handelt sich um Fahrzeugverkehrsflächen oder Ladenstraßen/Malls. Vertikale VF (Treppenläufe, Rampen und Zwischenpodeste) sind dagegen grundsätzlich MFG-0.
Die aktuelle „gif-Richtlinie“ (MF-GIF) wurde 2023 veröffentlicht. Anders als die Vorgänger-Richtlinien, baut die Richtlinie nicht mehr auf dem „Flächenvorrat“ der DIN 277 auf, sondern definiert alles, was für eine Flächenermittlung „nach gif“ benötigt wird, sodass die Kenntnis der DIN 277 nicht mehr erforderlich ist, um die Richtlinie anzuwenden. Die Messpunkte an den Fassaden richten sich zudem nicht mehr nach dem raumbegrenzenden Bauteil (wie in der DIN 277), sondern nach dem Bauteil, das den überwiegenden Teil der Raumhöhe einnimmt („dominant face“), wie das im internationalen Standard IPMS vorgegeben ist. Anders als die Vorgängerrichtlinien ist die MF-GIF zudem nicht nur für gewerblichen Raum, sondern auch für Wohnnutzungen anwendbar und ermöglicht so eine konsistente Flächenermittlung bei gemischt genutzten Immobilien.
Abgesehen von den geänderten Messpunkten an den Fassaden und der Ausweitung des Anwendungsbereichs bleibt das Prinzip der Mietflächen-Richtlinie unverändert. Zunächst wird zwischen Mietflächen (MF-GIF) und Nicht-Mietflächen (MF-GIF-0) unterschieden. Nach der grundsätzlichen Zuordnung der Flächen zur Mietfläche (MF-GIF) wird zwischen Mietflächen mit exklusivem Nutzungsrecht (MF-GIF-1) und solchen mit gemeinschaftlichem Nutzungsrecht (MF-GIF-2) unterschieden. Die Einordnung als MF-GIF-1 wird typischerweise charakterisiert durch das Recht, andere Nutzer auszuschließen oder die Fläche personell und/oder sächlich zu belegen. Gemeinschaftliche Mietflächen (MF-GIF-2) sind demgegenüber Flächen, die von mehreren Mietern, genutzt werden können. Wie MF-GIF-1 Flächen müssen sie ausdrücklich vermietet bzw. den Mietern zugeordnet werden. Eine Vorgabe, wie MF-GIF-2 Flächen zu verteilen sind, macht die Richtlinie nicht. Sie schreibt nur vor, dass sie allen daran beteiligten Mietern über einen nachvollziehbaren Verteilungsschlüssel anteilig zuzurechnen sind.
Alle Mietflächen nach gif sind immer in voller Flächengröße (100 %) auszuweisen. Flächen mit Nutzungseinschränkungen (nicht allseitig vollständig umschlossen, nicht überdeckt, Raumhöhe < 1,50 m) sind jedoch sowohl in den in Mietflächenplänen graphisch unterscheidbar darzustellen, als auch in der tabellarischen Mietflächenaufstellung gesondert auszuweisen. Eine korrekte Mietflächenermittlung nach gif erfordert dabei immer Mietflächenpläne mit einer Legende, die den Bezug zu einer tabellarischen Aufstellung der Mietflächen ermöglicht. Werden die MF-GIF-2 Flächen aller Etagen des Gebäudes auf alle Mieter verteilt, sind den Mietverträgen auch Pläne aller Etagen des Gebäudes sowie eine Tabelle beizufügen, aus der die MF-GIF-2 Flächen aller Etagen des Gebäudes hervorgehen.
Die Mietflächenrichtlinien der gif haben sich für Nichtwohngebäude am Markt etabliert und werden inzwischen auch von den Gerichten für die Mietflächenermittlung von Nichtwohngebäuden angewendet. Sie sind aber keine gesetzliche Vorschrift, sodass ihre Verwendung vereinbart werden sollte, wenn sie gewünscht ist.

### International Property Measurement Standard (IPMS)
Für Mietflächenvergleiche im internationalen Bereich bietet sich eine Flächenermittlung nach IPMS all Buildings (International Property Measurement Standards) an. Diese Richtlinie zerlegt die Gebäude in einzelne Komponenten, sodass – wenn alle Komponenten ermittelt sind – eine „Umrechnung“ in nahezu alle weltweit verwendeten Flächenermittlungsdefinitionen möglich ist. Die aktuelle Mietflächenrichtlinie der gif (MF-GIF 2023) ist mit IPMS kompatibel.

## Mietfläche im Wohnungswesen
Im Wohnungswesen wird die Mietfläche in der Regel als Wohnfläche bezeichnet. Als Berechnungsleitlinie kommen verschiedene Quellen in Betracht: die seit 1983 zurückgezogene DIN 283, die II. Berechnungsverordnung oder die Wohnflächenverordnung (WoFlV); Eine gesetzliche Vorgabe, wie die Wohnfläche zu ermitteln ist, gibt es nicht. Grundsätzlich ist es deshalb auch zulässig, die Fläche von Wohneinheiten nach der gif-Richtlinie oder IPMS zu ermitteln.
Für die Berechnung der Wohnfläche ist von Belang, ob das Ergebnis für öffentlich-geförderten Wohnungsbau oder im freien Wohnungsmarkt Verwendung finden soll. Nur für den öffentlich-rechtlichen Nachweis sind die Maßgaben der WoFlV verbindlich. Im freien Wohnungsmarkt bleibt es allein den Parteien vorbehalten, zu vereinbaren, wie die Wohnfläche berechnet wird. Wird vertraglich nicht vereinbart, wie die Fläche zu ermitteln ist und lässt sich auch keine „ortsübliche Flächenermittlung“ feststellen, soll nach der Rechtsprechung des BGH die Fläche nach der Wohnflächenverordnung (WoFlV) zu ermitteln sein.